# Sinfonía n.º 1 (Brahms)

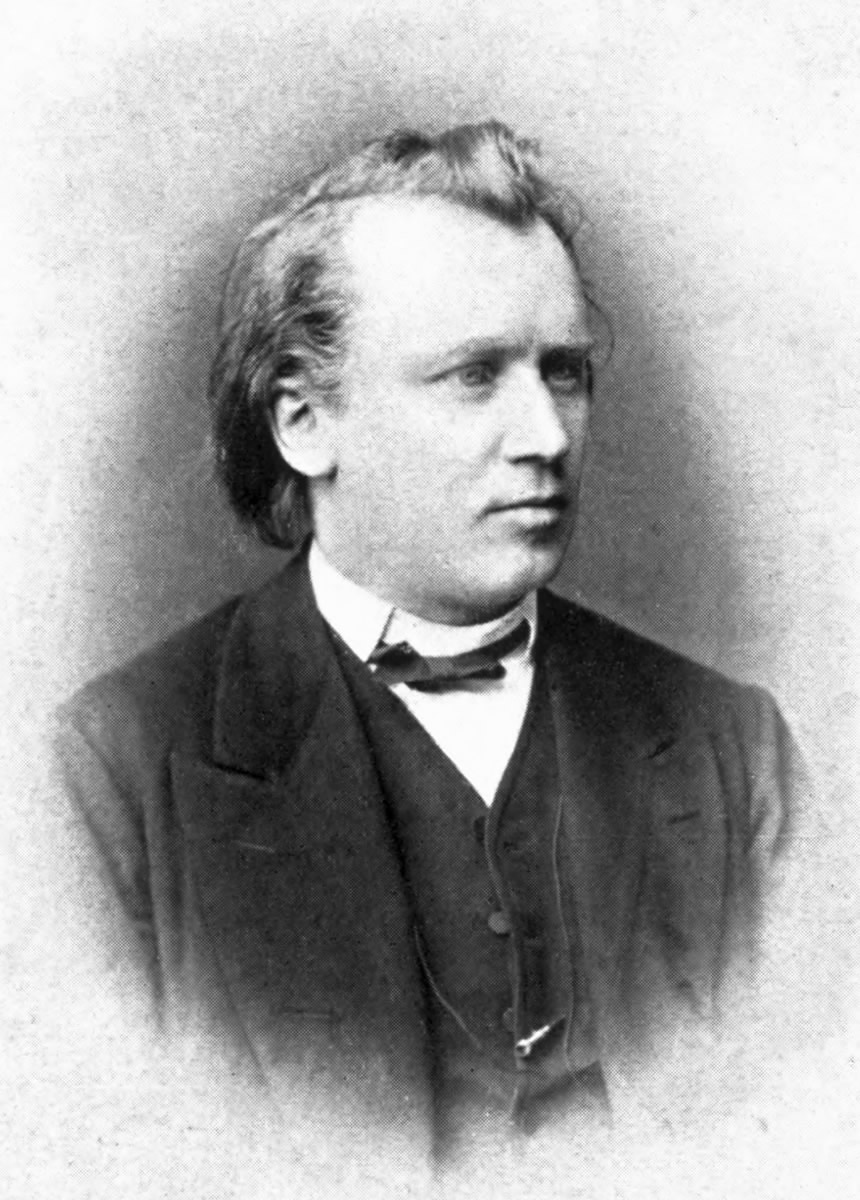
Brahms hacia 1872.

La Sinfonía n.º 1 en do menor, Op. 68 fue compuesta por Johannes Brahms entre 1855 y 1874.

## Historia

### Composición
La trayectoria de Brahms en el género sinfónico ha quedado plasmada en cuatro obras. La Sinfonía n.º 1 en do menor tras un largo proceso de elaboración entre 1855 y 1874; la Sinfonía n.º 2 en re mayor de 1877; la Sinfonía n.º 3 en fa mayor de 1883 y por último la Sinfonía n.º 4 en mi menor de 1885.
La composición de esta pieza se desarrolló durante un periodo de al menos catorce años, desde los primeros bocetos que datan de 1855 hasta la finalización de la misma en 1874. Entre 1854 y 1856 el joven Brahms estaba en Düsseldorf, donde ayudó a Clara Schumann con sus siete hijos mientras su marido, Robert, un demente terminal, se consumía en un manicomio. En aquella época se comprometió en dos ocasiones distintas a esbozar una sinfonía. A finales de 1858, uno de los borradores se había asimilado al Concierto para piano n.º 1, esa gigantesca pieza "seria" de trasfondo barroco, en la tradición de la Grosse Fuge y la Sonata Hammerklavier de Beethoven. Los esbozos de un movimiento Allegro en do mayor, en forma sonata y compás de 6/8, se guardaron para su posterior ampliación y desarrollo. En 1862, cuando mostró los resultados a Clara, ya viuda, ésta expresó su admiración, pero también su preocupación por el hecho de que terminara demasiado abruptamente. Durante los 12 años siguientes, Brahms mantuvo esta música a mano. En 1874 al fin se propuso completar la Primera sinfonía que tanto amigos como admiradores (empezando por Schumann en 1853, poco después de su primer encuentro) le habían estado instando a componer.
La larga gestación de la sinfonía pudo ser debida a dos factores. En primer lugar, Brahms era enormemente autocrítico e inseguro, lo que le llevó a destruir muchos de sus primeros trabajos. En segundo lugar, había tal expectación entre los amigos del compositor y el público en general sobre si Brahms iba a ser el continuador de la "herencia" de Beethoven capaz de producir una sinfonía de dignidad y alcance intelectual comparable, que Brahms no se sentía capaz de estar a la altura, en vista de la monumental reputación de Beethoven.
La partitura autógrafa se conserva incompleta. El manuscrito del primer movimiento, según McCorkle, lleva perdido desde principios del siglo XX. El resto de la partitura, formado por el Andante, el Allegretto y el Finale, se conservan en The Morgan Library & Museum de Nueva York y se puede consultar en línea. Pierpont Morgan Library en colaboración con la editorial Dover Publications ha publicado una edición facsímil de este documento.

### Estreno y publicación

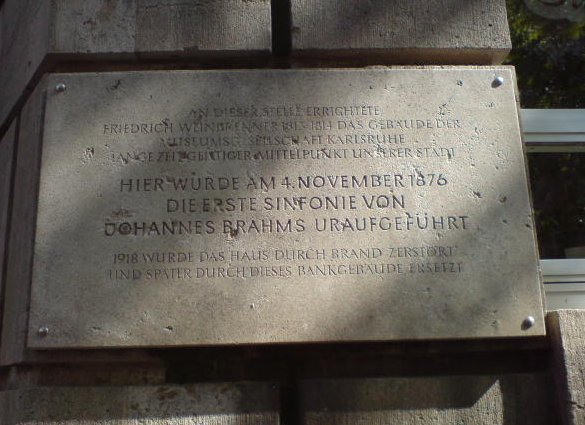
Placa conmemorativa en Karlsruhe del estreno de la Sinfonía n.º 1 de Brahms.

El estreno se celebró el 4 de noviembre de 1876 en la ciudad alemana de Karlsruhe, perteneciente en aquel momento al Gran Ducado de Baden. La interpretación orquestal fue dirigida por el director y compositor amigo de Brahms, Felix Otto Dessoff.
La primera edición de esta obra fue publicada por la editorial N. Simrock en Berlín en octubre de 1877. Fritz Simrock, amigo y editor de Brahms, no recibió la partitura hasta que la obra fue interpretada en tres ciudades, a pesar de que el compositor todavía quería que se ejecutara la obra en tres ciudades más.

## Instrumentación
La partitura está escrita para una orquesta formada por:
- Viento madera: 2 flautas, 2 oboes, 2 clarinetes, 2 fagotes, 1 contrafagot.
- Viento metal: 4 trompas, 2 trompetas, 3 trombones.
- Percusión: timbales.
- Cuerda: una sección de cuerdas con violines I y II, violas, violonchelos y contrabajos.

Aunque Brahms solía especificar en sus composiciones afinaciones de trompa naturales (sin válvulas) (por ejemplo, trompa en fa), las interpretaciones suelen realizarse con trompas modernas con válvulas.

## Estructura y análisis
La sinfonía consta de cuatro movimientos:
- I. Un poco sostenuto – Allegro, en do menor 6
8
- II. Andante sostenuto, en mi mayor 3
4
- III. Un poco allegretto e grazioso, en la bemol mayor 2
4
- IV. Adagio – Più andante – Allegro non troppo, ma con brio, en do mayor 4
4

La interpretación de esta obra dura aproximadamente entre 45 y 50 minutos.

### I.Un poco sostenuto – Allegro
El primer movimiento, Un poco sostenuto - Allegro, está escrito en la tonalidad de do menor y en compás de 6/8. Está en forma sonata con una extensa introducción, que incluye una variación prolongada y muy elaborada del tema del movimiento. 
Introducción. Se inicia con una introducción formal, si bien una partitura de 1862 de la sinfonía empezaba originalmente con la segunda sección, Allegro. Tras una sección de apertura procesional "poco sostenuto" que presenta ritmos sincopados caóticos reforzados por los palpitantes timbales, el viento madera y la cuerda en pizzicato juguetean con frases temáticas que se explorarán plenamente en la siguiente exposición. Un breve y tormentoso retorno al material original, esta vez en la dominante de sol y apoyado por timbales ondulantes, va seguido finalmente por nuevas introducciones melódicas interpretadas por el oboe, la flauta y los violonchelos antes de resolverse en un prolongado pasaje de transición en 9/8 que concluye con una nota sol pulsada en los violonchelos.
Exposición. La exposición arranca de forma abrupta, haciéndose eco de la nota final pulsada de la introducción mediante una exclamación orquestal, seguida de un breve motivo que conduce al tema principal, interpretado en un principio, de forma estridente, por los violines. La atmósfera general es "salvajemente enérgica" y "similar a un scherzo" en compás de 6/8. Cuando la responsabilidad del tema principal pasa de los violines a las maderas, las cuerdas y los timbales empiezan a tocar un ritmo "da-da-da-DUM" que recuerda mucho al ritmo del "motivo del destino" de la Quinta Sinfonía de Beethoven. En cualquier caso, el tema en la trompa de Brahms con el llamado "motivo del destino", fue citado por el propio compositor en una carta suya de 1868 a Clara Schumann, como escuchado en una trompa alpina. Una prolongada transición desemboca en la tonalidad de mi bemol mayor, que a su vez introduce el segundo tema, fluido y apacible. Este tema, relacionado con el motivo inicial del movimiento, es desarrollado por la sección de viento, liderada por el oboe y el clarinete, con el apoyo del fagot y, finalmente, de las trompas. Una potente intervención de las violas pone fin a este apacible pasaje con una secuencia descendente en tonalidad menor que da paso a un nuevo tema de cierre que lleva a un ampuloso pasaje final que cierra la exposición. La partitura requiere en este punto una repetición completa, que exige un brusco retorno a do menor.
Desarrollo. En el desarrollo la acción empieza con un descenso de un tono completo a si mayor, y la inestabilidad sobreviene a medida que el motivo de la "Eroica" y las frases del tema original interactúan entre sí. Una serie de modulaciones, cada una de las cuales parece alejarse más de la tónica, conduce finalmente al camino de vuelta a la recapitulación. Comenzando con un rumor turbio en los contrabajos, la música cobra vigor por medio de una emocionante serie de arpegios en los violines con el apoyo del viento metal, que repite el motivo de la "Eroica" con gran agilidad. Para terminar una "digresión chocante" en la línea de bajo desemboca en una modulación a fa sostenido mayor, que prepara el terreno para la reexposición.
Recapitulación y coda. La recapitulación se abre con un principio algo nebuloso al que sigue una reformulación en escorzo del primer tema, que permite a la música proseguir en la tónica, en lugar de retomar las progresiones tonales seguidas originalmente en la exposición. La coda comienza con un pizzicato de las cuerdas que decae rápidamente, dando lugar a una serie de modulaciones interpretadas por las cuerdas con sus arcos que conducen a la cadencia final. El movimiento se cierra de manera apacible en do mayor.

### II.Andante sostenuto
El segundo movimiento, Andante sostenuto, está en mi mayor, en compás de 3/4 y está en forma ternaria modificada (A-B-A'-coda). Posee un carácter "profundo, pero esencialmente lírico".
Sección A. Un tema ascendente y fluido es presentado por las cuerdas, doblado en un principio por el fagot. La frase inicial finaliza con un pasaje de ritmo con puntillo, más oscuro y descendente, respaldado por trompas graves. A continuación, una segunda frase se expande, con un efecto sincopado de las cuerdas agudas frente a las cuerdas y maderas graves. Tras un breve pasaje de transición, el oboe propone un tema ascendente, de tipo canción, acompañado inicialmente sólo por las violas y el resto del viento. A medida que el tema avanza en un arrollador crescendo, el resto de las cuerdas aporta un suntuoso apoyo armónico. Al igual que anteriormente, este tema se desvanece con un pasaje descendente algo más oscuro, que se resuelve con una declaración final encabezada por las cuerdas.
Sección B. Parte I. Las cuerdas tocan un "ritmo con puntillo ligero y saltarín". Conforme el tema asciende, los violines y las violas lo desarrollan aún más, antes de volver hacia abajo para unirse a las cuerdas graves. Por último, el ambiente se ensombrece en do sostenido menor, lo cual lleva a la segunda parte de la sección B.
Parte II. El oboe reaparece con un largo y suave solo en do sostenido menor. De nuevo se combina con el delicado acompañamiento de las cuerdas. No obstante, esta vez el clarinete retoma el tema principal y el ambiente se anima fugazmente. Pasado un tiempo, a la intervención de las maderas se une el acompañamiento de las cuerdas, pero las maderas acaban abandonando, dejando que las cuerdas se adentren en un territorio armónico más sombrío. Finalmente, la música pasa a una sesión de transición más suave y misteriosa, que conduce a la sección final.
Sección A'. En una especie de recapitulación, los vientos entran con fuerza en un tema muy próximo al de la apertura del movimiento. Tras una serie de pasajes que son paralelos -pero no eco- de la sección A inicial, el violín principal vuelve a interpretar el primer tema del oboe, esta vez con un suave acompañamiento de las trompas.
Coda. La trompa en solitario cita el comienzo del segundo tema de "oboe" del movimiento, que posteriormente elabora el violín principal en solitario.

### III.Un poco allegretto e grazioso
El tercer movimiento, Un poco allegretto e grazioso, está en la bemol mayor y en compás de 2/4. Adopta de nuevo una forma ternaria que sigue este esquema: A B A1 B1 C D C1 D1 A2 – trío – A3 B2 A4 – coda. Consta de un Allegretto en 2/ 4 y una sección contrastante de trío en 6/8, seguida de una repetición del material del Allegretto y una coda. Cabe destacar la cuidadosa atención de Brahms a la simetría en este movimiento. 

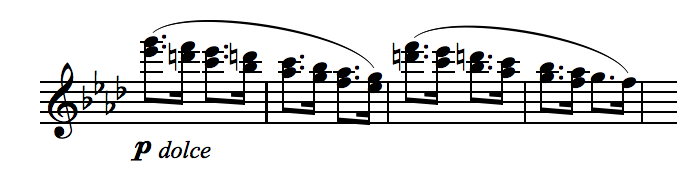
Tema B presentado por las flautas.

Allegretto. El Allegretto comienza con una melodía tranquila y por grados conjuntos en el clarinete. La figuración de cuatro compases se extiende a cinco compases irregulares a través de un pequeño puente entre las frases de las cuerdas. El clarinete redondea el tema A con una inversión de los primeros cinco compases escuchados. El tema B entra en el compás 11 y presenta un patrón descendente de corcheas con puntillo en la flauta, el clarinete y el fagot, mientras que las cuerdas se hacen eco del ritmo en figuras ascendentes y descendentes. Tras ocho compases, aparece la parte A1 en la cual los violines repiten el primer tema y una sección puente cromática más larga que amplía la estructura de la frase a siete compases. La parte B1 se presenta con una extensión hacia la C. Los temas C y D difieren de los dos primeros en que son más breves y más angulosos rítmicamente. Los temas A y B presentan un pizzicato de corcheas casi constante en las cuerdas, mientras que C y D son más complejos con un patrón de semicorcheas entrelazadas que acompaña a los vientos. El paso del modo mayor al fa menor también distingue estas secciones del material precedente. Este evidente contraste de carácter y atmósfera puede llevarnos a pensar en las secciones C y D como una especie de trío dentro de la primera sección Allegretto en la forma ternaria más amplia que muestra el movimiento en su conjunto. La simetría dentro de una sección refleja la simetría del conjunto. La parte A2 cierra la primera sección mayor con el clarinete enunciando el primer tema, de forma muy parecida a como lo hizo al principio, terminando con una transición al trío.

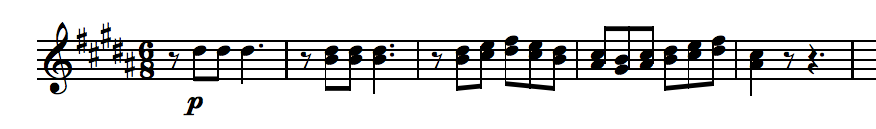
Tema del trío

Trío. El Trío ofrece un cambio de tonalidad, así como de compás. La tonalidad pasa a si mayor, a una tercera menor enarmónica de la bemol mayor. Este movimiento de tonalidad se equilibra con las secciones C y D en Fa menor, también a una tercera menor de la tonalidad inicial pero en dirección opuesta. El compás pasa de un majestuoso 2/4 a un 6/8 más pastoral y bailable. La flauta, el oboe y el fagot introducen una alegre melodía en movimiento escalonado como en el tema A. Las cuerdas añaden tres notas descendentes a la melodía. Las cuerdas añaden un arpegio descendente de tres notas. Estos dos motivos constituyen la mayor parte del material del trío. La reexposición y el desarrollo de estos temas se suceden hasta que los metales y los vientos se unen para una repetición final de la melodía. El segundo final devuelve a la orquesta al compás de 2/4 y a A3.
Retorno del Allegretto. Una diferencia significativa entre A3 y las anteriores iteraciones de A es el efecto persistente del trío sobre el movimiento. La monótona llamada inicial de la melodía del trío aparece sobre la melodía del clarinete en la flauta, el oboe y el fagot. El efecto rítmico de los tresillos también invade el universo exclusivo de corcheas del tema A, produciendo polirritmias. En lugar de la esperada inversión del tema en la segunda frase de A, las cuerdas toman el relevo y ofrecen una melodía totalmente diferente, pero con el mismo contorno en esencia que la inversión. B2 ocupa un espacio considerablemente mayor en la repetición que en el Allegretto anterior. Mediante una transición extendida conduce a la última y tranquila exposición de A por parte de las cuerdas al unísono. Series de corcheas con puntillo terminan el movimiento propiamente dicho con ideas del tema B.
Coda. La entrada a la coda está marcada poco a poco più tranquillo y el movimiento termina con el leve palpitar de los tresillos citados de la sección del trío. La entrada a la coda está marcada poco a poco più tranquillo y el movimiento termina con el suave latido de tresillos citados del trío. Los compases finales concluyen de manera un tanto abrupta, con el arpegio descendente de las cuerdas del trío que termina en el pulso fuerte de un nuevo compás.

### IV.Adagio – Più andante – Allegro non troppo, ma con brio
El cuarto y último movimiento, Adagio - Più andante - Allegro non troppo, ma con brio, está en do mayor y en compás de 4/4, a excepción de la coda Più allegro que está escrita en ritmo alla breve. El Finale, al igual que el movimiento inicial, comienza con una introducción. Es conocido por su "vasto alcance", resuelve todas las tensiones que el primer movimiento había suscitado pero que (magníficamente) no había podido disipar. 
Introducción. Parte I (Adagio, en do menor). La extensa introducción comienza con una turbia y siniestra secuencia descendente de cuatro notas en las cuerdas, a la que sigue una trágica "anticipación" del alegre tema de la trompa alpina del movimiento, seguida de un pasaje de notas en pizzicato de las cuerdas, pulsadas en grupos de dos notas que pasan entre las secciones de instrumentos agudos y graves, que aumenta en tempo y volumen hasta que el trágico tema anterior reaparece en una breve repetición. Le sigue un segundo pasaje de cuerdas en pizzicato, que se resuelve en un súbito cambio a una serie de modulaciones ascendentes en las maderas, seguidas de un grupo de veloces arpegios en las cuerdas que desembocan en la gran entrada del tema de la trompa alpina en do mayor.
Parte II (Più andante, en do mayor). Las trompas, incluida la primera entrada de los trombones, introducen el tema de la trompa alpina con una "noble y grandiosa presentación" sobre un "resplandeciente paisaje de nubes" de cuerdas, en "uno de los momentos orquestales clásicos del siglo XIX". Cuando las trompas concluyen la interpretación de la melodía de la trompa alpina, se cede a las flautas para que la entonen. Esto lleva a un meloso coral en los metales, para finalizar con la transición a la exposición. Las tres primeras notas del tema de la trompa alpina se presentan en un crescendo galopante que culmina en una larga conclusión sobre unos timbales resonantes, seguida por un acorde tranquilo que se apaga en los metales.
Exposición. El tema principal empieza inmediatamente en do mayor, una "famosa melodía de grandiosas zancadas" que muchos compararon con el tema "Freude" de la Novena Sinfonía de Beethoven, principalmente porque era "el único entre cientos... lo suficientemente grande como para sugerir la semejanza". Esta era una afirmación que irritaba a Brahms, pero que él reconocía: "cualquier asno puede verlo". El tema es presentado por los violines y las violas en registro agudo, acompañados suavemente por las trompas y sostenido por un bajo en pizzicato. Tras unos compases, las cuerdas ondulan a través de la segunda frase con el apoyo de los fagotes. A continuación, las maderas retoman la melodía, acompañadas por las cuerdas en pizzicato y los timbales en suave trino. Por último, la orquesta al completo se desata en una enérgica interpretación que rápidamente se fragmenta en una lucha de transición. Sigue un pasaje dirigido por cuerdas arpegiadas acompañadas por fagot y contrafagot, incluyendo una breve variación de la melodía de la trompa alpina que conduce directamente al segundo tema.
El segundo tema llega como una figura descendente de cuatro notas relacionada con la secuencia de apertura y relacionada con la melodía de la trompa alpina. El tema se introduce suavemente en las cuerdas graves y es desarrollado por los violines. A la segunda parte del tema se unen primero los fagotes, seguidos de las flautas y los oboes. Tras un enérgico pasaje de transición en las cuerdas, el oboe continúa con una variación invertida del tema en sol mayor, pero finalmente modula a mi menor, lo que lleva a la conclusión de la exposición.
Desarrollo. La breve sección de desarrollo comienza con una reexposición completa del tema principal del movimiento, siendo esta la última vez que se escuchará en su totalidad. Este retorno del tema principal está "ricamente orquestado", con todas las cuerdas llevando la melodía, apoyadas por "acordes puntuados" en los vientos y timbales suavemente ondulantes. El oboe lidera una transición a mi bemol mayor y un desarrollo intenso marcado por la inestabilidad tonal así como por reformulaciones y elaboraciones fragmentadas de frases de la melodía. Los vientos, dirigidos por las flautas, y (suavemente) las trompas y los fagotes, con cuerdas en pizzicato que aportan un impulso adicional. A continuación, la orquesta retoma enérgicamente el tema, pero rápidamente entra en una sección marcada por los arpegios de las cuerdas y la llegada de un nuevo elemento temático para su posterior desarrollo. Un distintivo motivo "giratorio", derivado del tema principal, aparece en los vientos, intercambiado entre la flauta y el oboe con un exuberante acompañamiento armónico de cuerda. Le sigue un enérgico pasaje, principalmente en las cuerdas, con figuras de arpegio descendentes y elementos del tema principal recitados en do menor / fa menor. El motivo de giro vuelve en una emocionante interpretación encabezada por las trompas. 
Recapitulación. A continuación llega una recapitulación casi irreconocible del primer tema, con poderosas figuras descendentes sincopadas que se intercambian entre las cuerdas y los instrumentos de viento, sobre una línea de bajo basada en la "famosa melodía de grandes zancadas". Finalmente, se vuelve a una interpretación del tema de la trompa, que se abre trágicamente en las cuerdas, pero que se recupera con un movimiento armónico relajante iniciado en los vientos y seguido de una reafirmación en modo mayor en las trompas, esta vez sin las cuerdas brillantes de la introducción. La música empieza a perder ímpetu cuando las cuerdas tocan una procesión descendente que suena como si pudiera conducir al material de cierre de la sección. En su lugar, el segundo tema sigue inmediatamente en una recapitulación completa en do mayor, que se repite con pocos cambios respecto a su aparición original en la exposición. Sin embargo, una vez finalizada la reexposición del tema, un sutil cambio en el pasaje final evita la modulación de tonalidad adoptada en la exposición, lo que permite que la recapitulación termine en do menor. 
Coda. La pieza se cierra con una larga coda sin pausa, que vuelve a do mayor, reexpresa el coral de la introducción y termina con un par de triunfales cadencias plagales.

## Recepción de la obra
El valor y la trascendencia de los logros de Brahms fueron reconocidos por el crítico más influyente de Viena, el tenazmente conservador Eduard Hanslick.
El director Hans von Bülow en 1877 acuñó la denominación de la "Décima Sinfonía de Beethoven", debido a las similitudes percibidas entre esta obra y varias composiciones de Beethoven. Cabe destacar que hay una fuerte similitud entre el tema principal de la Sinfonía n.º 9, la última sinfonía que Beethoven compuso y que Brahms utilizó el ritmo del "motivo del destino" del inicio de la Sinfonía n.º 5. Estos comentarios confundían a Brahms; ya que los consideraba equivalentes a acusaciones de plagio, mientras él consideraba su utilización del idioma de Beethoven un acto de homenaje consciente. Respondía con sarcasmo cada vez que se le hacían comentarios al respecto de la similitud de su obra con la de Beethoven: "cualquier asno puede verlo". No obstante, esta obra es todavía apodada como la "Décima de Beethoven".

## En la cultura popular
Esta obra ha servido de inspiración a artistas musicales de diversos géneros para crear sus propias versiones. Tanto las adaptaciones como las interpretaciones de la pieza original han sido incluidas en multitud de bandas sonoras de películas, programas de televisión, videojuegos, etc.

### Inclusión en bandas sonoras
- 1933 – Gabriel Over the White House, película dirigida por Gregory La Cava en la que el tema del cuarto movimiento se emplea como leitmotiv.
- 1947 – Song of Love (Melodía inmortal), film de Clarence Brown protagonizado por Katharine Hepburn, Paul Henreid y Robert Walker, que trata sobre las vidas de Robert y Clara Schumann, junto con su amigo Brahms. En este film se pueden escuchar fragmentos de esta sinfonía.
- 1948 – The Snake Pit (Nido de víboras), film de Anatole Litvak en la que se escucha el cuarto movimiento.
- 1968 – Isadora, película biográfica sobre Isadora Duncan dirigida por Karel Reisz que incluye esta sinfonía.
- 1980 – Tales of the Unexpected, serie televisiva en cuyo episodio 2x13 "Mr Botibol's First Love" se pueden escuchar tanto el primer movimiento de la primera sinfonía de Brahms como el Finale de su cuarta y última sinfonía.
- 1992 – Batman: la serie animada, en su capítulo 1x27 "The Underdwellers" se incluye el cuarto movimiento.
- 1991-96 – Legend of the Galactic Heroes, serie de anime japonesa en la que se pueden escuchar varias obras de Brahms. En concreto los movimientos de esta sinfonía se escuchan en los episodios 2x02 (IV), 2x11 (I, II, III), 2x23 (IV), 2x27 (I, II), 3x04 (II), 4x04 (II, IV).
- 2000 – Hamlet, película de Michael Almereyda con Ethan Hawke en la que se oye el primer movimiento.
- 2009 – Tetro, film de Francis Ford Coppola que contiene el primer movimiento.
- 2012 – Savages, película de Oliver Stone en la que también se puede oír esta sinfonía.
- 2017 – The Defenders, serie de televisión en cuyo episodio 1x05 "Take Shelter" se escucha esta obra.

## Discografía selecta
- 1951 – Wilhelm Furtwängler, Orquesta Filarmónica de Viena (Warner)
- 1975 – Karl Böhm, Orquesta Filarmónica de Viena (DG)
- 1976 – Sergiu Celibidache, Orquesta Sinfónica de la SWR de Baden-Baden y Friburgo (DG)
- 1978 – Herbert von Karajan, Orquesta Filarmónica de Berlín (DG)
- 1991 – Carlo Maria Giulini, Orquesta Filarmónica de Viena (DG)